# تاشلی-یلگا
تاشلی-یلگا (به لاتین: Tashly-Yelga) یک منطقهٔ مسکونی در روسیه است که در باشقیرستان واقع شده‌است.